# نبرد سیمانکاس
نبرد سیمانکاس یا نبرد خندق (انگلیسی: Battle of Simancas)، نبردی است که در سال ۹۳۹ میلادی در نزدیکی شهر سیمانکاس بین پادشاهی لئون به رهبری رامیرو دوم و خلافت قرطبه به رهبری عبدالرحمن سوم رخ داد که با پیروزی پادشاه لئون همراه بود.

## جنگ

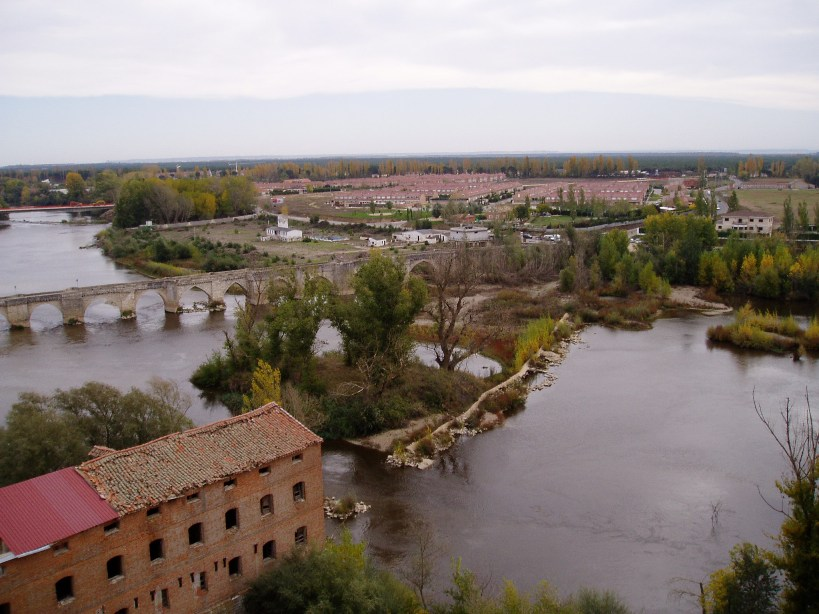
محل نبرد سیمانکاس یا نبرد خندق

پس از جمع‌آوری لشکر گران به همراه تجهیزات فراوان به دستور عبدالرحمن، وی توانست لشکر انبوهی را به فرماندهی خود و نجده صقلبی، عازم مناطق مرزی با پادشاهی لئون کرد. سپاهیان ابتدا به طلیطله رفته و آنجا عازم نبرد با رامیرو دوم شده و از مرز بین اراضی مسیحیان و مسلمانان عبور کرد و خود را به نزدیکی قلعه و دیوار سیمانکاس (شنت منکش) رساندند.
اما در جبهه مقابل پس از شکست لشکر حاکم سرقسطه، محمد هاشم تجیبی، رامیروی دوم به همراه لشکر متحدان خود عازم منطقه مرزی دورو شد تا به مقابله با لشکر خلافت قرطبه بپردازد. پس در تاریخ ۱۹ ژوئیه ۹۳۹ / ۱۱ شوال ۳۲۷ بین دو سپاه نبردی درگرفت که جندین روز طول کشید تا سرانجام نیروهای متحده لئون، کاستیل و ناوار توانستند نیروهای مسلمان را شکست داده و به عقب برانند. در عقب‌نشینی نیروهای خلافت قرطبه، سپاهیان به خندقی افتاده و همدیگر را لگدکوب و له کردند. عبدالرحمن نیز برای مجبور شد با سواران از روی نیروهای خود بگریزد تا بتواند زنده بماند. مابقی نیروها به دست سپاهیان اسپانیایی افتاده و کشته شدند (قریب به ۴۰ هزار نفر).